# Acta Murensia
Acta Murensia (Акта Мурензия) (на латински: Acta Murensia; Acta fundationis monasterii Murensis) е хроника на латински език, съставена ок. 1160 г. от неизвестен бенедиктински монах. Това е разказ за развитието на манастир Мури в днешния кантон Ааргау в Швейцария. Произведението е главен източник за ранната история на Хабсбургите, които са подарили манастира.
Ръкописът Acta Murensia е изчезнал. Днес съществува препис от началото на 15 век.